# Australian Cattle Dog
L'Australian Cattle Dog (o Heeler) è una razza canina di origine australiana riconosciuta dalla FCI (Standard N. 287, Gruppo 1, Sezione 2).

## Salute
Uno dei maggiori problemi di salute dell'Australian Cattle Dog è la propensione alla sordità congenita. Il 2.4% dei cani di questa razza sono sordi da entrambe le orecchie ed il 14.5% sono sordi da almeno un orecchio.

## Utilizzo
Come indica il suo nome, la funzione primaria dell'Australian Cattle Dog, in cui è impareggiabile, è quella di condurre il bestiame, sia negli spazi aperti sia in aree ristrette. Sempre sveglio, estremamente intelligente, vigile, coraggioso e degno di fiducia, la sua assoluta devozione ai compiti da svolgere ne fa un ottimo cane da lavoro.

## Aspetto generale
L'aspetto generale è quello di un cane da lavoro forte, compatto, di costruzione armoniosa, che ha la capacità e il desiderio di assolvere i compiti ai quali è deputato, per quanto duri essi siano. La sua sostanza, la sua potenza, l'equilibrio delle sue forme e la qualità dei suoi muscoli devono concorrere a dare un'impressione di grande agilità, di forza e di resistenza. Qualsiasi tendenza a sembrare pesante o a mancanza di sostanza costituisce un difetto grave.

## Comportamento e carattere
La fedeltà del bovaro australiano e il suo istinto di protezione ne fanno un guardiano senza pari del bestiame, del suo padrone e dei suoi beni.

## Caratteristiche fisiche

### Testa
La testa è forte, dritta, in armonia con le altre proporzioni del cane e corrisponde alla conformazione generale.

### Regione craniale
Il cranio è largo, leggermente convesso fra le orecchie. Il cranio diviene via via piatto dirigendosi verso uno stop leggero, ma netto.

### Regione facciale
- Tartufo: nero.
- Musello: largo del riempite sotto gli occhi, si assottiglia gradualmente verso la canna nasale.
- Canna nasale: lunghezza media, alta, potente, parallela alla linea del cranio.
- Labbra: asciutte e ben disegnate.
- Guance: muscolose, non grossolane né prominenti.
- Mascelle/denti: mascella forte, spessa e ben sviluppata; denti sani, regolarmente distanziati, articolazione a forbice. Come richiesto ai cani da pastore, la dentatura deve essere in eccellente condizioni.
- Occhi: di forma ovale e dimensioni medie, non prominente né infossati fra le orbite. Devono esprimere vivacità e intelligenza tipiche di questa razza. All'avvicinarsi di forestieri è caratteristico vedervi un velo di avvertimento o diffidenza. Colore marrone scuro.
- Orecchie: di taglia moderata, piccole piuttosto che grandi, larghe alla base, muscolose, erette, moderatamente appuntite, non a forma di cucchiaio né a forma di ala di pipistrello. Ben distanziate alla base, si inclinano verso l'esterno. Sensibile minimo rumore ed erette quando il cane è attento. Il padiglione deve essere spesso e l'interno molto ben fornito di pelo.

### Collo
Il collo è estremamente forte, muscoloso, di lunghezza media, si allarga per fondersi col corpo. Fanoni assenti.

### Corpo
La lunghezza del corpo, dalla punta dello sterno a quella della natica, è superiore all'altezza al garrese nella proporzione di 10/9.
- Linea del dorso: orizzontale.
- Dorso: forte.
- Petto: ben disceso, muscoloso e di larghezza moderata.
- Costole: ben cinturate e ben sviluppate all'indietro, ma non a tonneau.
- Regione lombare: larga e muscolosa e forte.
- Regione dorso-lombare: solidamente attaccata.
- Groppa: lunga e inclinata.

### Coda
L'attacco della coda moderatamente basso, in continuazione del contorno della groppa inclinata. Lunghe circa fino al garretto. A riposo, pende formando una curva molto leggera. In azione o quando il cane è eccitato, può esser rialzata, ma in ogni caso nessuna parte della coda deve superare la verticale che passa per il suo attacco. Dotata di pelo abbondante (spazzola).

### Arti
- Arti anteriori. Gli anteriori sono dotati di ossatura forte e rotonda fino ai piedi. Devono essere forte e paralleli visti di fronte. Spalle: forti, oblique, muscolose, ben angolate rapporto al braccio e non troppo ravvicinate alla sommità del garrese. Benché la spalla sia muscolosa e di ossatura forte, la spalla carica e il davanti pesanti sono un difetto per l'esecuzione di movimenti corretti, che limitano l'attitudine al lavoro. Metacarpi: soffici, visti di profilo, leggero angolo rispetto all'avambraccio.
- Arti posteriori. I posteriori sono larghi, forti e muscolosi. Visti da dietro, in posteriori, del garretto ai piedi, sono dritti e paralleli, non chiusi né troppo aperti.
- Cosce: lunga, larga e ben sviluppata.
- Grassella: ben angolata.
- Garretto: forte e ben disceso.

#### Zampe
Le Zampe devono essere rotonde e con dita corte, forti, ben arcuate e ben serrate. I cuscinetti sono duri e spessi. Le unghie devono essere corte e forti.

### Manto
- Il pelo è liscio, doppio, con sottopelo corto e denso. Il pelo di copertura è serrato, con peli lisci, duri e coricati a piatto, così da essere impermeabile. Sotto il corpo, fino alla parte posteriore degli arti, il pelo è più lungo e forma presso le zampe una sorta di coulotte senza eccesso. Sulla testa (ivi compreso l'interno delle orecchie) e nella parte anteriore degli arti e dei piedi, il pelo è corto. Sul collo, è più lungo e spesso. Il pelo troppo lungo o troppo corto è un difetto. In media sul corpo deve avere la lunghezza fra i 2, 5 e 4 cm.
- Il colore deve essere blu, blu marmorizzato o blu macchiettato, con o senza marchi. I marchi ammessi sono macchie nere, blu o focate sulla testa, di preferenza equamente ripartite. Gli anteriori sono di color fuoco fino a metà altezza, con il colore focato che si estende sul davanti fino alla pettorina e alla gola, con macchie focate sul musello. Colore focato all'interno degli arti anteriori e all'interno delle cosce, che appare sul davanti della grassella e si allarga verso l'esterno degli arti posteriori dal garretto alle dita. Ammesso sottopelo fulvo sul collo purché non sia visibile attraverso il pelo di copertura blu. Non sono ricercate macchie nere sul corpo. Rosso con macchie nere: il colore deve essere formato da piccole macchie rosse equamente ripartite, compreso il sottopelo che non è né bianco né crema, macchie rosse di tonalità più scura sulla testa. Ricercate macchie ugualmente ripartite sulla testa. Le macchie rosse sul corpo sono ammesse ma non ricercate.

## Andature
L'andatura è franca, sciolta, soffice e facile. Il movimento delle spalle e degli anteriori è in armonia con la spinta potente dei posteriori. Bisogna assolutamente che l'azione possa essere rapida e scattante. È di primaria importanza che cane sia sano di costituzione, mentre il passo rado, la spalla carica o male attaccata, la spalla dritta, i gomiti, il metacarpi o i piedi deboli, l'angolo della grassella troppo aperto, i garretti vaccini o arcuati devono essere considerati come difetti gravi. Al trotto, i piedi hanno tendenza ad avvicinarsi a livello del suolo, a mano a mano che la velocità aumenta, ma quando il cane si immobilizza i quattro arti devono essere in appiombo.

## Peso
Il peso negli esemplari maschi deve essere compreso tra i 18 ed i 25 kg; negli esemplari femmine deve essere compreso tra 16 ed i 20 kg.

## Nella cultura di massa
- Il record per il cane vissuto più a lungo, riconosciuto dal Guinness dei primati, appartiene proprio ad un Australian Cattle Dog di nome Bluey, vissuto tra il 1910 e il 1939 fino all'età di 29 anni e 5 mesi.[4]
- Sempre in Australia, dal 2018 viene prodotta la serie animata per bambini Bluey, la cui protagonista è un Australian Cattle Dog di 6 anni.